# ヘルクレス座X星
ヘルクレス座X星（ヘルクレスざXせい、X Herculis、X Her）は、ヘルクレス座の脈動変光星。

## 特徴
ヘルクレス座X星は、SRB型に分類される半規則型変光星で、明るさは5.8等から7.0等まで変化する。変光周期は、ペイン-ガポシュキンによって95日の主周期と、746日の長い周期が重なり合っているとされたが、近年のより綿密な光度曲線の分析では、主周期が101日で、他に幾つかのそれより長い周期が重なり合っていることが示された。また、近赤外線での一酸化炭素の輝線の視線速度変化からは、658日の周期があることが示唆されている。スペクトル型は、変光に従ってM6からM8まで変動する赤色巨星である。変光星の細分類「SRB」は、周期性の悪い半規則型変光星が分類される変光星型である。

### 星周構造
ヘルクレス座X星の周りには、赤外線や電波で特徴的な構造がみつかっている。遠赤外線では、恒星の周りに軸対称な形で広がった構造が検出された。長軸は、ヘルクレス座X星の空間運動の方向に沿っており、ヘルクレス座X星からの恒星風と、星間物質が相互作用して形成された構造ではないかと考えられる。一酸化炭素や水素原子が放射する電波の観測では、速度分布が広い成分と狭い成分の2種類の成分が検出されており、双極的な質量放出と、円盤状の構造があるものと考えられる。また、水素原子の電波では、彗星のコマと尾のような構造も見受けられ、「尾」はヘルクレス座X星の空間運動方向に沿って伸びており、やはり恒星の質量放出と星間物質の相互作用によって生じたと考えられる。

## 名称
ヘルクレス座X星という名称は、変光星の命名規則に従って付与されたもので、ヘルクレス座で7番目に確認された変光星であることを意味する。